# 1595 en littérature
| Années de la littérature : 1592 - 1593 - 1594 - 1595 - 1596 - 1597 - 1598    |
| Décennies de la littérature : 1560 - 1570 - 1580 - 1590 - 1600 - 1610 - 1620 |

Cet article présente les faits marquants de l'année 1595 en littérature.

## Événements
- 8 avril : Lope de Vega rentre à Madrid après sept ans d’interdiction de séjour pour avoir diffusé des libelles injurieux contre la famille Elena Osorio, qui avait rompu avec lui. Il a un procès pour concubinage avec Antonia Trillo[1].

- 24 mai : inauguration officielle de la nouvelle bibliothèque de l’Université de Leyde ; le Nomenclator de Petrus Bertius, un des premiers catalogue imprimé d'une bibliothèque institutionnelle est offert aux curateurs et aux bourgmestres[2].

## Parutions
- Avril : publication chez William Ponsonby à Londres de The Defence of Poesy (« Défense de la poésie »), étude méthodique de la poésie anglaise depuis Geoffrey Chaucer par Philip Sidney, écrite entre 1579 et 1585, plus probablement en 1580-1581[3].

- Lignum Vitæ, publication à Venise de la Prophétie de saint Malachie par Arnold Wion[4].
- Édition posthume des Essais à Paris chez Abel L'Angelier (le privilège est daté du 15 octobre 1594), dirigée par Marie de Gournay à partir de l'exemplaire de Bordeaux annoté par Michel de Montaigne avant sa mort[5].

- Publication à Saragosse de l’Historia de los bandos de los Zegríes y Abencerrajes, la première partie des Guerras civiles de Granada  (1595–1619), chronique de Ginés Pérez de Hita[6].
- Dæmonolatreiæ libri tres, une « Démonolâtrie » de Nicolas Remy est publié à Lyon, in officina Vincentii[7].
- Vincentio Saviolo : His Practice in Two Bookes,  traité d'escrime publié à Londres[8].

- Publication chez William Ponsonby à Londres de Colin Clouts Come home againe (« le Retour de Colin Clouts »), poème pastoral d’Edmund Spenser, dédié à Walter Raleigh le 27 décembre 1591[9].

## Théâtre

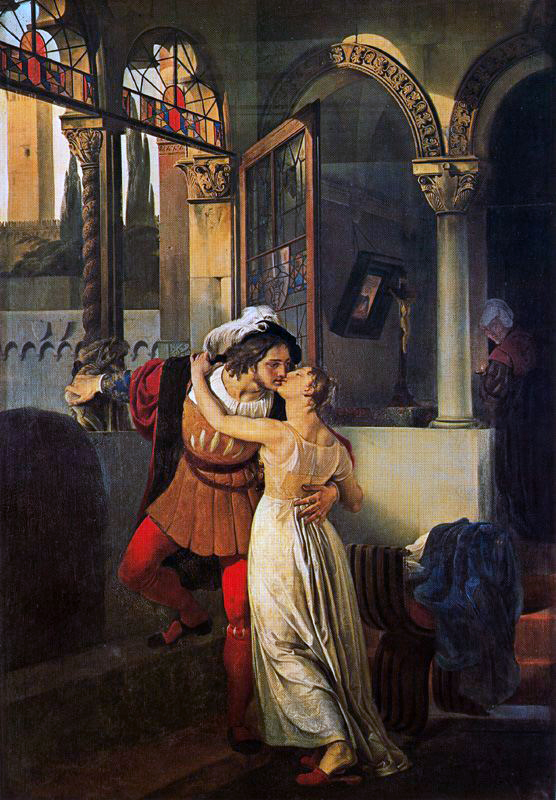
Francesco Hayez, Le dernier baiser de Juliette et de Roméo, 1823.

- 26 janvier : A Midsummer Night's Dream (« Le Songe d'une nuit d'été »), comédie de Shakespeare, aurait été représenté pour la première fois à l'occasion du mariage de William Stanley et d'Elizabeth de Vere[10].
- 29 janvier : première représentation publique de Roméo et Juliette, tragédie de Shakespeare[11].
- 9 décembre : première représentation enregistrée de Richard II de  William Shakespeare, représentation privée, à Canon Row, la maison d'Edward Hoby[12].

- The Pedlar's Prophecy, pièce à prophétie attribuée à Robert Wilson[13].

## Naissances
- 4 décembre : Jean Chapelain, poète et critique littéraire français († 22 février 1674).

- Jean Desmarets de Saint-Sorlin, poète et dramaturge français († 28 octobre 1676).
- 1594 ou 1595 : Thomas Carew, poète anglais († 22 mars 1640).

## Décès
- 18 mars : Jean de Sponde, humaniste, poète baroque et prosateur français (né en 1557).
- 25 avril : Torquato Tasso, dit il Tasso / le Tasse, poète italien (né en 1544).
- 5 novembre : Luis Barahona de Soto, médecin et poète espagnol (né en 1548).